# Fieseler Fi 98
Die Fieseler Fi 98 war ein Sturzkampfflugzeug des Fieseler Flugzeugbau Kassel.

## Entwicklung
Die Maschine ging aus dem Konstruktionswettbewerb vom Februar 1934 hervor, bei dem auf Anregung von Ernst Udet vom Reichsluftfahrtministerium ein leichtes einsitziges Sturzkampfflugzeug mit offener Kabine verlangt worden war. Am Wettbewerb dazu waren noch die Blohm & Voss Ha 137 und die Henschel Hs 123 beteiligt, von denen am Ende der Entwurf von Henschel siegte. Die etwas später ab April 1934 völlig unabhängig davon laufende Ausschreibung für ein schweres zweisitziges Sturzkampfflugzeug mit geschlossener Kanzel, für die Arado die Ar 81, Heinkel die He 118 und Junkers die Ju 87 entwickelten, hat hiermit nichts zu tun. Beide Vorgänge werden aber in der Literatur häufig durcheinandergeworfen. Für Fieseler war das Flugzeug der erste Entwicklungsauftrag der Luftwaffe.
Die Fi 98 wurde von Reinhold Mewes und Viktor Maugsch als stabiler Doppeldecker in Ganzmetallbauweise mit Normalfahrwerk entworfen. Als Antrieb war ein Sternmotor BMW-Bramo 322 H-2 mit 650 PS vorgesehen. Gemäß der Ausschreibung wurden drei Exemplare in Auftrag gegeben, wobei eines nur als Bruchzelle diente. Den ersten Flug führte Gerhard Fieseler aus. Am 23. April 1936 startete Fieselers Einflieger Theodor Schröder zu einem Testflug mit der Fi 98 V2 vom werskeigenen Flugplatz Kassel-Waldau. In 5000 m Höhe geriet das Flugzeug ins Trudeln und stürzte 4 km nordöstlich des Geländes ab. Schröder, der erst kurz zuvor den Ende Februar 1936 nach Berlin gewechselten Wolfgang Leander als Chefpilot abgelöst hatte, starb bei dem Aufprall. Als Reaktion wurde das Fi-98-Programm vom RLM gestoppt, zumal die Flugleistungen weit hinter den Erfordernissen lagen und die Hs 123 zu diesem Zeitpunkt in dem Wettbewerb die Favoritenrolle übernommen hatte. Auch ist zu bezweifeln, dass die Fi 98 an dem dazugehörigen Vergleichsfliegen bei der Erprobungsstelle Rechlin von 1935 bis Ende 1936 überhaupt teilnahm. So erfolgte außer den V-Mustern keine Fertigung.

## Technische Daten
| Kenngröße             | Daten                                     |
| --------------------- | ----------------------------------------- |
| Besatzung             | 1                                         |
| Spannweite            | oben 10,50 m unten 9,00 m                 |
| Länge                 | 7,40 m                                    |
| Höhe                  | 3,00 m                                    |
| Flügelfläche          | 25,50 m²                                  |
| Flächenbelastung      | 84,7 kg/m²                                |
| Leermasse             | 1450 kg                                   |
| Zuladung              | 710 kg                                    |
| max. Startmasse       | 2160 kg                                   |
| Antrieb               | ein BMW Bramo 222 H-2 mit 650 PS (478 kW) |
| Höchstgeschwindigkeit | 295 km/h                                  |
| Reisegeschwindigkeit  | 270 km/h                                  |
| Landegeschwindigkeit  | 95 km/h                                   |
| Steiggeschwindigkeit  | 10 m/s in Bodennähe                       |
| Steigzeit             | 2,5 min auf 1000 m Höhe                   |
| Dienstgipfelhöhe      | 9000 m                                    |
| Reichweite            | 470 km                                    |